# HD 165910
HD 165910，又名BD+13 3529，SAO 103406、HR 6776，是一颗恒星，视星等为6.63，位于銀經39.92，銀緯15.5，其B1900.0坐标为赤經18h 3m 11.9s，赤緯+13° 15.5′ 27″。